# Blepisanis larvata
Blepisanis larvata là một loài bọ cánh cứng trong họ Cerambycidae.